# Erik Johansen (atlet)
Erik Johansen (født 1909) var en dansk atlet medlem af Københavns IF. Han vandt i København det danske mesterskab i marathonløb 1934 på tiden 2:39.54 og 1933 det danske mesterskab på 20 km på tiden 1:10,26,8. 

## Personlige rekorder
- 800 meter: 2.00.9 1936.
- 1000 meter: 2.43.5 1934
- 1500 meter: 4.10.8 1936
- 20km: 1:10,26,8. 1933
- Marathon: 2:39.54 1934